# Castelo de Artana
O Castelo de Artana localiza-se no município de Artana, na província de Castellón, na comunidade autónoma da Comunidade Valenciana, na Espanha.

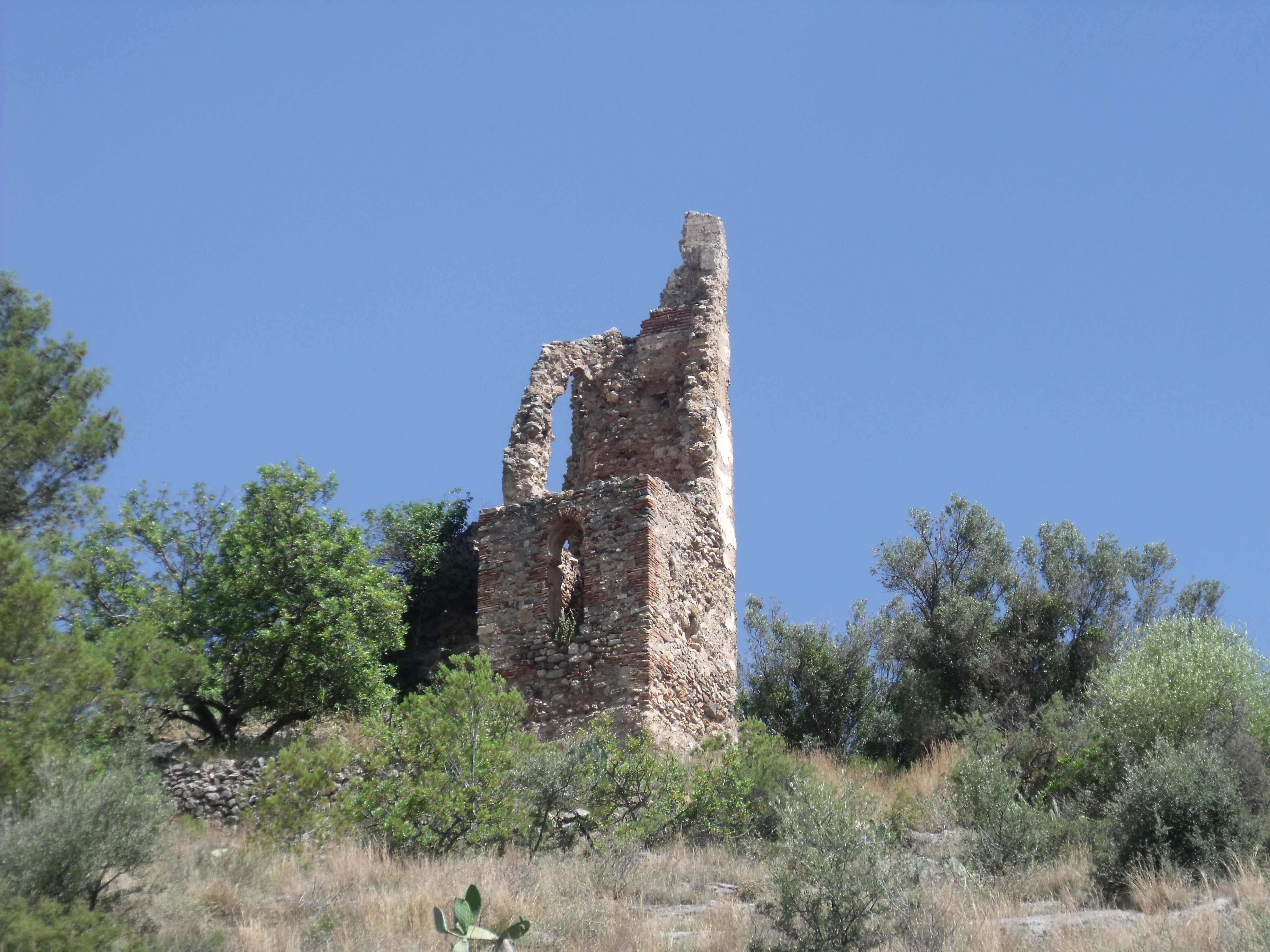

## História
A primitiva ocupação de seu sítio remonta a uma fortificação romana.
A atual estrutura, por sua vez, remonta a uma fortificação muçulmana, erguida sobre os vestígios romanos, em posição dominante sobre a povoação.
Com a Reconquista cristã, sofreu modificações ao longo dos séculos que o transformaram em um castelo senhorial.
Actualmente em ruínas, conservam-se alguns troços das antigas muralhas, a torre de menagem, os alicerces de outras torres, a cisterna e edificações auxiliares com que contava no exterior, defendidas por torres auxiliares, hoje desaparecidas.
No conjunto destaca-se ainda a torre maior, também denominada "Torre de los Escipiones" (Torre dos Cipiões), de origem romana, com planta octogonal, da qual resta de pé apenas a metade inferior.